# Gymnázium T. G. Masaryka (Hustopeče)
Gymnázium T. G. Masaryka je školská příspěvková organizace zřizovaná Jihomoravským krajem, vykonávající činnost gymnázia. Sídlo školy je v Hustopečích, na Dukelském náměstí. Jeho ředitelem je od školního roku 2018/19 Mgr. Radim Šebesta. Svoji funkci převzal od svého předchůdce Mgr. Jana Sedláčka, který zde byl ředitelem dlouhých 29 let.

## Historie
Gymnázium v Hustopečích bylo zřízeno výnosem Ministerstva školství a národní osvěty 14. října 1919. Škola zabezpečuje čtyřleté a víceleté studium pro přibližně 300 žáků ve 12 třídách. Adresa školy je Dukelské náměstí 7, 693 01 Hustopeče, kde sídlí v budově z roku 1910. Budova školy původně sloužila jako okresní c. k. hejtmanství a sídlo ONV. Školou se budova stala v roce 1967. V roce 2010 byla dokončena přístavba tělocvičny, o rok později byl dokončen projekt Bezbariérová škola. Ve dvanácti třídách studuje celkem 301 studentů (stav ve školním roce 2018/2019).

## Úspěchy školy
V srpnu 2009 se družstvo školy zúčastnilo v Pekingu mistrovství světa v záznamu a zpracování textů. Studenti gymnázia zde vynikli v disciplínách, jako je například Korespondence a protokolování nebo Wordprocessing a získali po jedné zlaté a stříbrné medaili a také tři bronzové medaile.

## Projekty
Gymnázium se zapojuje do velkého množství různých projektů. Jedním z nich je například Erasmus+, který je organizován Evropskou unií.